# 潼关之战 (880年)
潼关之战，唐僖宗广明元年（880年）十一月，黄巢率军在潼关（今陕西省潼关古城）对唐朝左、右神策军的作战。

## 经过
880年十一月中旬，黄巢率军攻取东都洛阳后，即取陕州（今河南省陕县）、虢州（今河南省灵宝县），向驻守潼关的唐军发出檄文，要其不要抗拒，不日西进攻打潼关。当时，汝郑把截制置使齐克让率军万人，经战斗，刚从汝州（今河南省临汝县）溃逃而来，扎营关外，人困马乏，兵卒思乡，无心把守潼关，齐克让急忙请唐僖宗快派援兵，急运资粮。唐僖宗下令挑选左、右神策军出征，任命左军马军将军张承范为兵马先锋使兼把截潼关制置使，右军步兵将军王师会为制置关塞粮料使，左军兵马使赵珂为句当塞栅使，并亲自检阅这支部队。神策军优待于其他官军，都是长安官宦富豪子弟，贿赂宦官而入伍，未曾上过战阵，如今听说出征，父子聚泣，多用金钱雇人代行，平日并不操练。因此，出征之日，张承范向唐僖宗进说，黄巢拥数十万之众，鼓行而西，齐克让以饥卒万人依托关外，再派臣以二千余人屯于关上，又没有听说筹饷之计，以此抗拒黄巢，我是很寒心的，请愿陛下速调精兵早为救援。张承范率军至华州（今陕西省渭南市华州区），华州刺史已逃走，军民逃入华山，州里官仓尘埃、鼠迹遍地，官军取残存之米作三日粮。
十二月初一，张承范都到达潼关时，老百姓早已躲藏，他令官军到茂草中搜捕村民，搜得一百余人，强迫运石汲水，为守御准备。这时，张承范部与齐克让部尽皆断粮，士卒没有斗志。当天，黄巢前锋军也抵潼关，白旗蔽天，不见边际。齐克让派兵出战，黄巢军稍退却，黄巢来到，举军欢呼，声振黄河、华山。齐克让率军力战，自中午直到天黑，士卒饥饿已急，于是喧噪烧营，齐克让逃回关里。潼关左边有一山谷，平日防商贩逃税，禁止通行，叫“禁阬”。谷里灌木茂密，溃散官兵沿谷奔逃，一夜踏出一条坦途。张承范尽散其财物等给士卒，派使者上表告急。十二月初二，黄巢军急攻潼关，张承范促军全力抗敌，关上箭尽，投石而击。关外有天堑，千余百姓助黄巢军掘土填平。入夜，黄巢军攻关不停，纵火烧尽关楼，张承范分兵八百人，派王师会守禁阬。当王师会率兵赶到时，黄巢大将尚让和林言早已领兵占下禁阬，并且从分兵绕到潼关后，前后夹攻，官军溃败，王师会自杀，张承范換上士兵服率残兵逃走。黄巢军于十二月初三天明时占领潼关。黄巢军攻破潼关，为进军长安创造了良好条件。潼关失陷后，长安一片混乱。兵败逃窜，遇见新参战的士兵衣裘鲜艳，愤怒不平，于是抢其衣裘，自相残杀，并为黄巢引路，直指长安城。